# Dipartimento federale degli affari esteri
Il Dipartimento federale degli affari esteri (DFAE; in tedesco: Eidgenössisches Departement für auswärtige Angelegenheiten, EDA; in francese: Département fédéral des affaires étrangères, DFAE; in romancio: Departament federal d'affars exteriurs, DFAE), così denominato dal 1979, è uno dei sette dipartimenti (ministeri) del governo svizzero. Il suo ambito di competenze corrisponde a quello dei ministeri degli esteri in altri Paesi. A capo del Dipartimento vi è uno dei membri del Consiglio federale. Dal 1º novembre 2017, il consigliere federale Ignazio Cassis è a capo del dipartimento.

## Denominazioni precedenti
- 1848–1887: Dipartimento politico
- 1888–1895: Dipartimento degli affari esteri
- 1896–1978: Dipartimento politico
- 1979 Dipartimento federale degli affari esteri

## Competenze
Il DFAE ha il compito di tutelare gli interessi della Svizzera all'estero e verso l'estero, avvalendosi dello strumento della politica estera svizzera, i cui obiettivi sono precisati all'articolo 54 capoverso 2 della Costituzione federale (Cost.):
«La Confederazione si adopera per salvaguardare l'indipendenza e il benessere del Paese; contribuisce in particolare ad aiutare le popolazioni nel bisogno e a lottare contro la povertà nel mondo, contribuisce a far rispettare i diritti umani e a promuovere la democrazia, ad assicurare la convivenza pacifica dei popoli nonché a salvaguardare le basi naturali della vita.»
Gli indirizzi strategici della politica estera 2012-2015 comprendono:
- incrementare e curare le relazioni con gli Stati vicini e con l'Unione europea (UE);
- potenziare l'impegno per la stabilità in Europa e nel mondo;
- intensificare e diversificare i partenariati strategici e l'impegno multilaterale;
- ampliare il sostegno e l'offerta di servizi rivolti alle svizzere e agli svizzeri all'estero.

Un tempo, era il presidente federale di turno a dirigere il «Dipartimento politico» (DP) per un anno. Nel 1888 Numa Droz riorganizzò il Dipartimento, assumendone al tempo stesso la guida per cinque anni. Dal 1896 al 1914 il Consiglio federale tornò al sistema originario, affidando la direzione del Dipartimento per un periodo di un solo anno a un consigliere federale.

## Settori
- Segreteria generale 
  - Presenza Svizzera
- Segreteria di Stato 
  - Affari presidenziali e protocollo
  - Centro di gestione delle crisi
- Direzione politica 
  - Divisione Europa, Asia centrale, Consiglio d'Europa, OSCE
  - Divisione Medio Oriente e Africa del Nord
  - Divisione Africa sub-sahariana e Francofonia
  - Divisione Asia e Pacifico
  - Divisione Americhe
  - Divisione Nazioni Unite e organizzazioni internazionali
  - Divisione Sicurezza umana
  - Divisione Politiche estere settoriali
  - Divisione Politica di sicurezza
- Direzione degli affari europei DAE
- Direzione consolare DC
- Direzione del diritto internazionale pubblico DDIP
- Direzione dello sviluppo e della cooperazione DSC
- Direzione delle risorse DR

## Consiglieri federali a capo del dipartimento
| - 1848-1849: Jonas Furrer - 1850: Henri Druey - 1851: Josef Munzinger - 1852: Jonas Furrer - 1853: Wilhelm Matthias Naeff - 1854: Friedrich Frey-Herosé - 1855: Jonas Furrer - 1856: Jakob Stämpfli - 1857: Constant Fornerod - 1858: Jonas Furrer - 1859: Jakob Stämpfli - 1860: Friedrich Frey-Herosé - 1861: Melchior Josef Martin Knüsel - 1862: Jakob Stämpfli - 1863: Constant Fornerod - 1864: Jakob Dubs - 1865: Karl Schenk - 1866: Melchior Josef Martin Knüsel - 1867: Constant Fornerod - 1868: Jakob Dubs - 1869: Emil Welti - 1870: Jakob Dubs - 1871: Karl Schenk - 1872: Emil Welti | - 1873: Paul Cérésole - 1874: Karl Schenk - 1875: Johann Jakob Scherer - 1876: Emil Welti - 1877: Joachim Heer - 1878: Karl Schenk - 1879: Bernhard Hammer - 1880: Emil Welti - 1881: Numa Droz - 1882: Simeon Bavier - 1883: Louis Ruchonnet - 1884: Emil Welti - 1885: Karl Schenk - 1886: Adolf Deucher - 1887-1892: Numa Droz - 1893-1896: Adrien Lachenal - 1897: Adolf Deucher - 1898: Eugène Ruffy - 1899: Eduard Müller - 1900: Walter Hauser - 1901: Ernst Brenner - 1902: Josef Zemp - 1903: Adolf Deucher - 1904: Robert Comtesse | - 1905: Marc-Emile Ruchet - 1906: Ludwig Forrer - 1907: Eduard Müller - 1908: Ernst Brenner - 1909: Adolf Deucher - 1910: Robert Comtesse - 1911: Marc-Emile Ruchet - 1912: Ludwig Forrer - 1913: Eduard Müller - 1914-1917: Arthur Hoffmann - 1917: Gustave Ador - 1918-1919: Felix-Louis Calonder - 1920-1940: Giuseppe Motta - 1940-1944: Marcel Pilet-Golaz - 1945-1961: Max Petitpierre - 1961-1965: Friedrich Traugott Wahlen - 1966-1970: Willy Spühler - 1970-1978: Pierre Graber - 1978-1987: Pierre Aubert - 1988-1993: René Felber - 1994-1999: Flavio Cotti - 1999-2002: Joseph Deiss - 2003-2011: Micheline Calmy-Rey - 2012-2017: Didier Burkhalter - Dal 2017: Ignazio Cassis |